# جون تشول
جون تشول هو لاعب كرة قدم كوري شمالي في مركز الوسط، ولد في 12 أبريل 1982. شارك مع منتخب كوريا الشمالية لكرة القدم.

## وصلات خارجية
- جون تشول على موقع ناشيونال فوتبول تيمز (الإنجليزية)
- جون تشول على موقع Soccerway.com (الإنجليزية)